# Northwestern University Press
Northwestern University Press je univerzitní nakladatelství Northwestern University v Evanstonu, ve státě Illinois, USA. Bylo založeno v roce 1893 a zpočátku vydávalo odborné právnické publikace. Dnes je především známé pro vydávání překladů literatury, především evropských spisovatelů.
Edice Hydra Books se věnuje překladům soudobé beletrie, poezie a literatury faktu.
Také vydává v oblasti poezie renomovaný časopis TriQuarterly.

## Čeští autoři
(abecedně)
- Josef Hiršal:
  - A Bohemian Youth, 1997

- Bohumil Hrabal:
  - Closely Watched Trains, 1995
  - In-House Weddings, 2007

- Arnošt Lustig:
  - Dita Saxova, 1994
  - The Bitter Smell of Almonds, 2001
  - Fire on Water – Porgess and The Abyss, 2006

- Miloslava Holubová, Alex Zucker, L. Coffin, Zdenka Brodská:
  - More Than One Life, 1999 (s příspěvky anglicky mluvících autorů, překladatelů)

- Petra Hůlová:
  - In Memory of My Grandmother, 2007

- Jaroslav Seifert:
  - Early Poetry of Jaroslav Seifert, 1997

- Martin Vopenka:
  - Ballad of Descent, 1995

- Jiří Weil:
  - Mendelssohn Is on the Roof, 1998